# Volevo un gatto nero/La nuvola bianca e la nuvola nera
Volevo un gatto nero/La nuvola bianca e la nuvola nera è un singolo del 1969 del Piccolo Coro dell'Antoniano. Contiene l'omonimo brano sul lato A e La nuvola bianca e la nuvola nera sul lato B.
Entrambi i brani sono stati presentati allo Zecchino d'Oro 1969.

## Tracce
1. Volevo Un Gatto Nero – 2:30 (Francesco Pagano, Mario Pagano, Armando Soricillo, Francesco Saverio Maresca)
2. La nuvola bianca e la nuvola nera – 2:40 (Framario, Giuseppe Gregoretti, Panevino (2))